# Pic Mitre
Pour les articles homonymes, voir Pic Mitre (homonymie).
Le pic Mitre est un sommet du Pakistan culminant à 6 013 mètres d'altitude et situé dans la chaîne du Karakoram, à proximité de Concordia.

## Ascension
La première ascension a été réussie en solitaire par le guide de haute-montagne Ivano Ghirardini en juin 1980 en suivant une voie mixte qui emprunte le couloir sur le côté droit depuis le glacier du Baltoro. L'itinéraire rejoint l'arête dite du « croissant de lune » qui relie le pic Mitre aux sommets environnants vers 5 700 mètres d'altitude. Un bastion rocheux très raide et un mur terminal conduisent au sommet qui est si étroit que l'alpiniste a dû y rester assis. Le retour se fait par le même itinéraire qui peut se révéler périlleux en raison du risque d'avalanches.
Cette ascension n'a jamais été réitérée.